# Computeralgebrasysteem

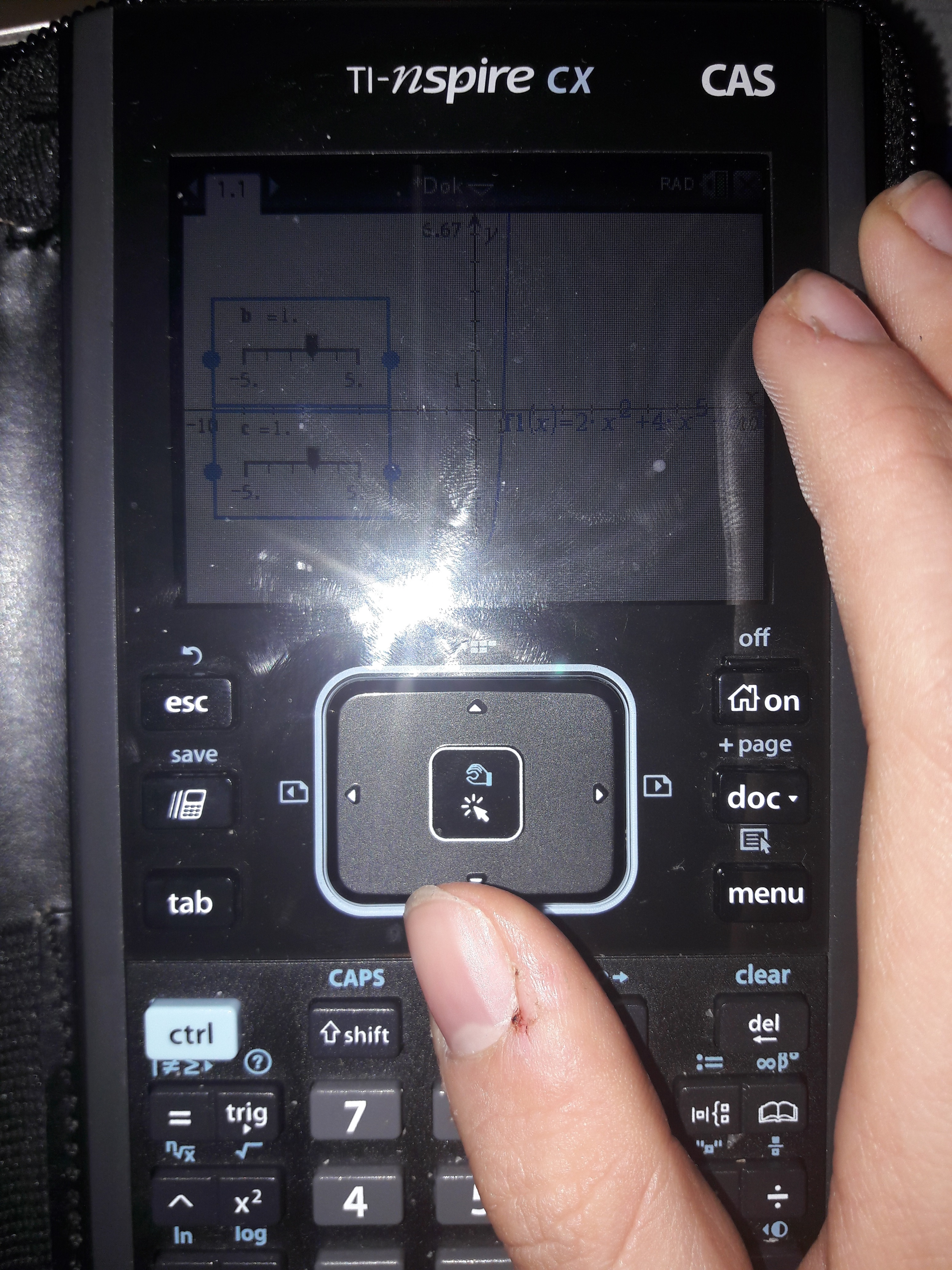
Rekenmachine van Texas Instruments

Een computeralgebrasysteem (CAS) is een computerprogramma dat symbolische wiskunde kan uitvoeren. Met computeralgebrasystemen zijn (symbolische) berekeningen in verschillende deelgebieden van de wiskunde mogelijk, bijvoorbeeld in de analyse en de lineaire algebra.
Het is met CAS-programma's mogelijk bewerkingen met symbolen uit te voeren. Hierdoor is het met een CAS-programma bijvoorbeeld mogelijk met wortels te rekenen of een stelsel van lineaire vergelijkingen op te lossen. De determinant van een matrix, waarvan de elementen alleen gegeven zijn door symbolen, rekent een CAS-programma ook uit. Het antwoord wordt gegeven als een uitdrukking in de elementen van die matrix. Bovendien zorgt het programma ervoor dat het antwoord zo veel mogelijk wordt vereenvoudigd. CAS-programma's kunnen goed integreren, niet alleen met numerieke methoden, maar ook door de primitieve functie te berekenen.
Daarnaast zijn de meeste computeralgebrasystemen ook geschikt om numerieke berekeningen uit te voeren (van eenvoudige rekenkundige bewerkingen tot numerieke integratie van differentiaalvergelijkingen) en kunnen figuren en functies worden weergegeven.

## Voorbeelden
- Magma
- Maple
- Mathcad
- Mathematica
- MATLAB
- Maxima
- Schoonschip
- TI-Nspire CX II-T CAS

## Wiskunde in computeralgebrasystemen
- Gröbner-basis
- Grootste gemene deler
- Risch-algoritme
- Algoritme van Cantor-Zassenhaus
- Chinese reststelling
- Gauss-eliminatie
- Diofantische vergelijkingen